# Da Costa Woltz’s Southern Broadcasters
Da Costa Woltz’s Southern Broadcasters war eine US-amerikanische Stringband.

## Geschichte
Die Southern Broadcasters wurden von dem Musiker, Politiker und Unternehmer Da Costa Woltz gegründet. Woltz lebte in Galax, Virginia, und spielte Banjo, vermarktete Medikamente und übernahm später das Amt des Bürgermeisters in Galax. Fiddler Ben Jarrell kam aus Round Peak, North Carolina, während Banjospieler Frank Jenkins aus Dobson stammte. Jüngstes Mitglied war Price Goodson, der sang, Ukele sowie Mundharmonika spielte und zum Zeitpunkt der Aufnahmen erst 13 Jahre alt war.
Woltz und die Southern Broadcasters reisten Anfang Mai 1927 nach Richmond, Indiana, wo sie im Gennett Studio für Gennett Records ihre ersten Aufnahmen machten. Während der zwei Tage dauernden Session wurde eine ganze Reihe an Stücken aus einem weit gefächerten Repertoire eingespielt – darunter der spätere Western-Swing-Klassiker Yellow Rose of Texas, das Tanzstück Richmond Cotillion, religiöse Lieder oder Take Me Back to the Sweet Sunny South, das von Tom Russell beispielsweise als ihr bestes Werk angesehen wird. Die Verkäufe ihrer Platten waren durchmischt – Songs wie Are You Washed in the Blood of the Lamb verkauften sich durchaus gut, während Instrumentalstücke wie Baptist Shout oder Roving Cowboy lediglich geringe Verkaufszahlen erzielten. Bei den beiden Bluestiteln Lonesome Road Blues und Lost Train Blues sowie bei Be Kind to a Man When He’s Down übernahm Price Goodson den Gesang und zeigte auch sein Talent als Musiker.
Die Session im Mai für Gennett blieben die einzigen Aufnahmen der Southern Broadcasters. Jenkins und Jarrell starben Ende der 1940er-Jahre, wie auch Price Goodson, der nur 33 Jahre alt wurde. Ben Jarrells Sohn Tommy und Frank Jenkins Sohn Oscar schlugen in den 1960er-Jahren ebenfalls Karrieren als Musiker ein und spielten zeitweise in der gleichen Band.

## Diskografie
Die Diskografie ist nicht vollständig. Titel wurden auch bei Herwin Records und unter dem Pseudonym „Jackson Young“ bei Challenge Records veröffentlicht.
| Jahr            | Titel                             | #    | Anmerkungen |
| --------------- | --------------------------------- | ---- | ----------- |
| Gennett Records |                                   |      |             |
|                 | Merry Girl / Yellow Rose of Texas | 6143 |             |